# Corea del Sur en los Juegos Olímpicos de Londres 1948
Corea del Sur estuvo representada en los Juegos Olímpicos de Londres 1948 por un total de 46 deportistas, 45 hombres y una mujer, que compitieron en 7 deportes.
El portador de la bandera en la ceremonia de apertura fue el atleta Sohn Kee-Chung.

## Medallistas
El equipo olímpico surcoreano obtuvo las siguientes medallas:
| Nombre        | Deporte      | Competición |
| ------------- | ------------ | ----------- |
| Oro           |              |             |
| —             |              |             |
| Plata         |              |             |
| —             |              |             |
| Bronce        |              |             |
| Han Soo-Ann   | Boxeo        | 51 kg M     |
| Kim Seong-Jip | Halterofilia | 75 kg M     |